# Lijst van Belgische ministers van Financiën
Dit is een lijst van ministers van Financiën in de Belgische federale regering.
Deze functie is een van de belangrijkste ministeriële functies in België. Verschillende ministers van Financiën waren ook eerste minister. Mettertijd werd de functie begroting afgesplitst van de functie van minister van Financiën. Met uitzondering van de periode 1936-1938, was de functie steeds in handen van een liberaal, een katholiek of een technocraat, maar geen socialist. Alle ministers van Financiën waren mannen. Voor de functie begroting is er meer verscheidenheid, daar zijn ook vrouwen en personen van andere partijen terug te vinden.

## Lijst
| Nr.                                   | Minister | Minister                                   | Partij | Partij            | Begin             | Einde             | Regering(en)                                              | Bevoegdheid |
| ------------------------------------- | -------- | ------------------------------------------ | ------ | ----------------- | ----------------- | ----------------- | --------------------------------------------------------- | --- |
| 1                                     |          | Charles de Brouckère (1796-1860)           |        | Liberalen         | 26 februari 1831  | 30 mei 1831       | Goblet De Sauvage                                         | Financiën |
| [ 1 ]                                 |          | Auguste Duvivier (1772-1846)               |        | Liberalen         | 30 mei 1831       | 24 juli 1831      | De Sauvage                                                | Financiën |
| 2                                     |          | Jacques Coghen (1791-1858)                 |        | Liberalen         | 24 juli 1831      | 20 oktober 1832   | De Mûelenaere                                             | Financiën |
| vacant (20 oktober - 25 oktober 1832) |          |                                            |        |                   |                   |                   |                                                           | |
| [ 1 ]                                 |          | Auguste Duvivier (1772-1846)               |        | Liberalen         | 25 oktober 1832   | 31 maart 1834     | Goblet-Lebeau                                             | Financiën |
| 3                                     |          | Auguste Duvivier (1772-1846)               |        | Liberalen         | 31 maart 1834     | 4 augustus 1834   | Goblet-Lebeau                                             | Financiën |
| 4                                     |          | Edouard d'Huart (1800-1884)                |        | Liberalen         | 4 augustus 1834   | 4 februari 1839   | De Theux de Meylandt I                                    | Financiën |
| [ 1 ]                                 |          | Félix de Mérode (1791-1857)                |        | Katholieken       | 4 februari 1839   | 18 februari 1839  | De Theux de Meylandt I                                    | Financiën |
| [ 1 ]                                 |          | Jean-Pierre Willmar (1790-1858)            |        | Katholieken       | 18 februari 1839  | 5 april 1839      | De Theux de Meylandt I                                    | Financiën |
| 5                                     |          | Léandre Desmaisières (1794-1864)           |        | Katholieken       | 5 april 1839      | 18 april 1840     | De Theux de Meylandt I                                    | Financiën |
| 6                                     |          | Edouard Mercier (1799-1870)                |        | Liberalen         | 18 april 1840     | 13 april 1841     | Lebeau                                                    | Financiën |
| 7                                     |          | Camille de Briey (1799-1877)               |        | Katholieken       | 13 april 1841     | 5 augustus 1841   | De Mûelenaere-Nothomb                                     | Financiën |
| 8                                     |          | Jean Baptiste Smits (1792-1857)            |        | Katholieken       | 5 augustus 1841   | 16 april 1843     | De Mûelenaere-Nothomb                                     | Financiën |
| (6)                                   |          | Edouard Mercier (1799-1870)                |        | Liberalen         | 16 april 1843     | 30 juli 1845      | Nothomb                                                   | Financiën |
| 9                                     |          | Jules Malou (1810-1886)                    |        | Katholieken       | 30 juli 1845      | 12 augustus 1847  | Van de Weyer De Theux de Meylandt II                      | Financiën |
| 10                                    |          | Laurent Veydt (1800-1877)                  |        | Liberale Partij   | 12 augustus 1847  | 28 mei 1848       | Rogier I                                                  | Financiën |
| [ 1 ]                                 |          | Walthère Frère-Orban (1812-1896)           |        | Liberale Partij   | 28 mei 1848       | 18 juli 1848      | Rogier I                                                  | Financiën |
| 11                                    |          | Walthère Frère-Orban (1812-1896)           |        | Liberale Partij   | 18 juli 1848      | 17 september 1852 | Rogier I                                                  | Financiën |
| [ 1 ]                                 |          | Charles Liedts (1802-1878)                 |        | Liberale Partij   | 17 september 1852 | 30 maart 1855     | Rogier I De Brouckère                                     | Financiën |
| (6)                                   |          | Edouard Mercier (1799-1870)                |        | Katholieken       | 30 maart 1855     | 9 november 1857   | De Decker                                                 | Financiën |
| (11)                                  |          | Walthère Frère-Orban (1812-1896)           |        | Liberale Partij   | 9 november 1857   | 3 juni 1861       | Rogier II                                                 | Financiën |
| [ 1 ]                                 |          | Victor Tesch (1812-1892)                   |        | Liberale Partij   | 3 juni 1861       | 26 oktober 1861   | Rogier II                                                 | Financiën |
| (11)                                  |          | Walthère Frère-Orban (1812-1896)           |        | Liberale Partij   | 26 oktober 1861   | 2 juli 1870       | Rogier II Frère-Orban I                                   | Financiën |
| 12                                    |          | Pierre Tack (1818-1910)                    |        | Katholieke Partij | 2 juli 1870       | 3 augustus 1870   | D'Anethan                                                 | Financiën |
| 13                                    |          | Victor Jacobs (1838-1891)                  |        | Katholieke Partij | 3 augustus 1870   | 7 december 1871   | D'Anethan                                                 | Financiën |
| (9)                                   |          | Jules Malou (1810-1886)                    |        | Katholieke Partij | 7 december 1871   | 19 juni 1878      | De Theux-Malou                                            | Financiën |
| 14                                    |          | Charles Graux (1837-1910)                  |        | Liberale Partij   | 19 juni 1878      | 16 juni 1884      | Frère-Orban II                                            | Financiën |
| (9)                                   |          | Jules Malou (1810-1886)                    |        | Katholieke Partij | 16 juni 1884      | 26 oktober 1884   | Malou                                                     | Financiën |
| 15                                    |          | August Beernaert (1829-1912)               |        | Katholieke Partij | 26 oktober 1884   | 26 maart 1894     | Beernaert                                                 | Financiën |
| 16                                    |          | Paul de Smet de Naeyer (1843-1913)         |        | Katholieke Partij | 26 maart 1894     | 24 januari 1899   | De Burlet en De Smet de Naeyer I                          | Financiën |
| 17                                    |          | Julien Liebaert (1848-1930)                |        | Katholieke Partij | 24 januari 1899   | 5 augustus 1899   | Vandenpeereboom                                           | Financiën |
| (16)                                  |          | Paul de Smet de Naeyer (1843-1913)         |        | Katholieke Partij | 5 augustus 1899   | 2 mei 1907        | De Smet de Naeyer II                                      | Financiën |
| (17)                                  |          | Julien Liebaert (1848-1930)                |        | Katholieke Partij | 2 mei 1907        | 17 juni 1911      | De Trooz en Schollaert                                    | Financiën |
| 18                                    |          | Michel Levie (1851-1939)                   |        | Katholieke Partij | 18 juni 1911      | 28 februari 1914  | De Broqueville I                                          | Financiën |
| 19                                    |          | Aloys Van de Vyvere (1871-1961)            |        | Katholieke Partij | 28 februari 1914  | 21 november 1918  | De Broqueville I, II en Cooreman                          | Financiën |
| 20                                    |          | Léon Delacroix (1867-1929)                 |        | Katholieke Partij | 21 november 1918  | 20 november 1920  | Delacroix I en II                                         | Financiën |
| 21                                    |          | Georges Theunis (1873-1966)                |        | Katholieke Unie   | 20 november 1920  | 13 mei 1925       | Carton de Wiart, Theunis I, II en III                     | Financiën |
| (19)                                  |          | Aloys Van de Vyvere (1871-1961)            |        | Katholieke Unie   | 13 mei 1925       | 17 juni 1925      | Van de Vyvere                                             | Financiën |
| 22                                    |          | Albert-Edouard Janssen (1883-1966)         |        | Katholieke Unie   | 17 juni 1925      | 20 mei 1926       | Poullet                                                   | Financiën |
| 23                                    |          | Maurice Houtart (1866-1939)                |        | Katholieke Unie   | 20 mei 1926       | 22 februari 1932  | Jaspar I, II, III en Renkin I                             | Financiën |
| 24                                    |          | Jules Renkin (1862-1934)                   |        | Katholieke Unie   | 22 februari 1932  | 22 oktober 1932   | Renkin I, II                                              | Financiën |
| 27                                    |          | Henri Jaspar (1870-1939)                   |        | Katholieke Unie   | 22 oktober 1932   | 12 juni 1934      | De Broqueville III en IV                                  | Minister van Financiën |
| 28                                    |          | Gustave Sap (1886-1940)                    |        | Katholieke Unie   | 12 juni 1934      | 20 november 1934  | De Broqueville V                                          | Minister van Financiën |
| 29                                    |          | Camille Gutt (1884-1971)                   |        | technicus         | 20 november 1934  | 25 maart 1935     | Theunis IV                                                | Minister van Financiën |
| 30                                    |          | Max-Léo Gérard (1879-1955)                 |        | Liberale Partij   | 25 maart 1935     | 13 juni 1936      | Van Zeeland I                                             | Minister van Financiën |
| 31                                    |          | Hendrik De Man (1885-1953)                 |        | BWP               | 13 juni 1936      | 12 maart 1938     | Van Zeeland II en Janson                                  | Minister van Financiën |
| 32                                    |          | Eugène Soudan (1880-1960)                  |        | BWP               | 12 maart 1938     | 15 mei 1938       | Janson                                                    | Minister van Financiën |
| (30)                                  |          | Max-Léo Gérard (1879-1955)                 |        | Liberale Partij   | 15 mei 1938       | 6 december 1938   | Spaak I                                                   | Minister van Financiën |
| (24)                                  |          | Albert-Edouard Janssen (1883-1966)         |        | Katholiek Blok    | 6 december 1938   | 22 februari 1939  | Spaak I                                                   | Minister van Financiën |
| (29)                                  |          | Camille Gutt (1884-1971)                   |        | technicus         | 22 februari 1939  | 12 februari 1945  | Pierlot I, II, III, IV, V, VI en VII                      | Minister van Financiën |
| 33                                    |          | Gaston Eyskens (1905-1988)                 |        | CVP               | 12 februari 1945  | 2 augustus 1945   | Van Acker I                                               | Minister van Financiën |
| 34                                    |          | Franz de Voghel (1903-1995)                |        | technicus         | 2 augustus 1945   | 3 augustus 1946   | Van Acker II, Spaak II, Van Acker III                     | Minister van Financiën |
| 35                                    |          | Jean Vauthier (1888-1980)                  |        | technicus         | 3 augustus 1946   | 20 maart 1947     | Huysmans                                                  | Minister van Financiën |
| (33)                                  |          | Gaston Eyskens (1905-1988)                 |        | CVP               | 20 maart 1947     | 11 augustus 1949  | Spaak III, IV                                             | Minister van Financiën |
| 36                                    |          | Henri Liebaert (1895-1977)                 |        | Liberale Partij   | 11 augustus 1949  | 8 juni 1950       | G. Eyskens I                                              | Minister van Financiën |
| 37                                    |          | Jean Van Houtte (1907-1991)                |        | CVP               | 8 juni 1950       | 15 januari 1952   | Duvieusart, Pholien                                       | Minister van Financiën |
| (24)                                  |          | Albert-Edouard Janssen (1883-1966)         |        | PSC               | 15 januari 1952   | 23 april 1954     | Van Houtte                                                | Minister van Financiën |
| (36)                                  |          | Henri Liebaert (1895-1977)                 |        | Liberale Partij   | 23 april 1954     | 26 juni 1958      | Van Acker IV                                              | Minister van Financiën |
| (37)                                  |          | Jean Van Houtte (1907-1991)                |        | CVP               | 26 juni 1958      | 25 april 1961     | G. Eyskens II en III                                      | Minister van Financiën |
| 38                                    |          | André Dequae (1915-2006)                   |        | CVP               | 25 april 1961     | 28 juli 1965      | Lefèvre                                                   | Minister van Financiën |
| A                                     |          | Franz Tielemans (1906-1962)                |        | BSP               | 25 april 1961     | 21 december 1962  | Lefèvre                                                   | Adjunct-minister voor Financiën |
| A                                     |          | Henri Deruelles (1914-1993)                |        | PSB               | 18 januari 1963   | 28 juli 1965      | Lefèvre                                                   | Adjunct-minister voor Financiën |
| (33)                                  |          | Gaston Eyskens (1905-1988)                 |        | CVP               | 28 juli 1965      | 19 maart 1966     | Harmel                                                    | Minister van Financiën |
| S                                     |          | Alfred Scokaert (1921-2001)                |        | PSB               | 28 juli 1965      | 19 maart 1966     | Harmel                                                    | Minister-Staatssecretaris voor Financiën |
| 39                                    |          | Robert Henrion (1915-1997)                 |        | PLP               | 19 maart 1966     | 17 juni 1968      | Vanden Boeynants I                                        | Minister van Financiën |
| 40                                    |          | Jean-Charles Snoy et d'Oppuers (1907-1991) |        | PSC               | 17 juni 1968      | 20 januari 1972   | G. Eyskens IV                                             | Minister van Financiën |
| 41                                    |          | André Vlerick (1919-1990)                  |        | CVP               | 20 januari 1972   | 26 januari 1973   | G. Eyskens V                                              | Minister van Financiën |
| 42                                    |          | Willy De Clercq (1927-2011)                |        | PVV               | 26 januari 1973   | 3 juni 1977       | Leburton, Tindemans I, II en III                          | Minister van Financiën |
| 43                                    |          | Gaston Geens (1931-2002)                   |        | CVP               | 3 juni 1977       | 18 mei 1980       | Tindemans IV, Vanden Boeynants II, Martens I en II        | Minister van Financiën |
| (39)                                  |          | Robert Henrion (1915-1997)                 |        | PRL               | 18 mei 1980       | 29 juni 1980      | Martens III                                               | Minister van Financiën |
| 44                                    |          | Paul Hatry (1929-2010)                     |        | PRL               | 29 juni 1980      | 22 oktober 1980   | Martens III                                               | Minister van Financiën |
| S                                     |          | Freddy Willockx (1947-2024)                |        | SP                | 18 mei 1980       | 22 oktober 1980   | Martens III                                               | Staatssecretaris voor Financiën |
| 45                                    |          | Mark Eyskens (1933)                        |        | CVP               | 22 oktober 1980   | 6 april 1981      | Martens IV                                                | Minister van Financiën |
| 46                                    |          | Robert Vandeputte (1908-1997)              |        | CVP               | 6 april 1981      | 17 december 1981  | M. Eyskens                                                | Minister van Financiën |
| (42)                                  |          | Willy De Clercq (1927-2011)                |        | PVV               | 17 december 1981  | 6 januari 1985    | Martens V                                                 | Minister van Financiën |
| 47                                    |          | Frans Grootjans (1922-1999)                |        | PVV               | 6 januari 1985    | 28 november 1985  | Martens V                                                 | Minister van Financiën |
| S                                     |          | Louis Waltniel (1925-2001)                 |        | PVV               | 6 januari 1985    | 28 november 1985  | Martens V                                                 | Staatssecretaris voor Financiën |
| (45)                                  |          | Mark Eyskens (1933)                        |        | CVP               | 28 november 1985  | 9 mei 1988        | Martens VI, VII                                           | Minister van Financiën |
| 48                                    |          | Philippe Maystadt (1948-2017)              |        | PSC               | 9 mei 1988        | 19 juni 1998      | Martens VII, Martens IX, Dehaene I en Dehaene II          | Minister van Financiën |
| S                                     |          | Herman Van Rompuy (1947)                   |        | CVP               | 9 mei 1988        | 18 september 1988 | Martens VII                                               | Staatssecretaris voor Financiën |
| S                                     |          | Wivina Demeester (1943)                    |        | CVP               | 18 september 1988 | 29 september 1991 | Martens VII                                               | Staatssecretaris voor Financiën |
| 49                                    |          | Jean-Jacques Viseur (1946)                 |        | PSC               | 19 juni 1998      | 12 juli 1999      | Dehaene II                                                | Minister van Financiën |
| 50                                    |          | Didier Reynders (1958)                     |        | PRL/MR            | 12 juli 1999      | 6 december 2011   | Verhofstadt I, II, III, Leterme I, Van Rompuy, Leterme II | Minister van Financiën |
| S                                     |          | Alain Zenner (1946)                        |        | MR                | 5 mei 2003        | 12 juli 2003      | Verhofstadt I                                             | Staatssecretaris belast met de Vereenvoudiging van de Fiscale Procedures en de Strijd tegen de Grote Fiscale Fraude |
| S                                     |          | Hervé Jamar (1965)                         |        | MR                | 5 mei 2003        | 21 december 2007  | Verhofstadt II                                            | Staatssecretaris voor de Modernisering van de Financiën en de Strijd tegen de Fiscale Fraude (tot 12 juli 2007) Minister belast met de Modernisering van de Financiën en de Strijd tegen de Fiscale Fraude (vanaf 12 juli 2007) |
| S                                     |          | Bernard Clerfayt (1961)                    |        | MR                | 20 maart 2008     | 6 december 2011   | Leterme I, Van Rompuy, Leterme II                         | Staatssecretaris voor Financiën (tot 30 december 2008) Staatssecretaris voor de Modernisering van de Federale Overheidsdienst Financiën, Milieufiscaliteit en Bestrijding van de Fiscale Fraude (vanaf 30 december 2008)        |
| S                                     |          | Carl Devlies (1953)                        |        | CD&V              | 20 maart 2008     | 6 december 2011   | Leterme I, Van Rompuy, Leterme II                         | Staatssecretaris voor de Coördinatie van de Fraudebestrijding |
| 51                                    |          | Steven Vanackere (1964)                    |        | CD&V              | 6 december 2011   | 5 maart 2013      | Di Rupo                                                   | Minister van Financiën |
| S                                     |          | John Crombez (1973)                        |        | sp.a              | 6 december 2011   | 22 september 2014 | Di Rupo                                                   | Staatssecretaris voor de Bestrijding van de Sociale en de Fiscale Fraude |
| 52                                    |          | Koen Geens (1958)                          |        | CD&V              | 5 maart 2013      | 11 oktober 2014   | Di Rupo                                                   | Minister van Financiën |
| S                                     |          | Johan Vande Lanotte (1955)                 |        | sp.a              | 22 september 2014 | 11 oktober 2014   | Di Rupo                                                   | Minister belast met de Bestrijding van de Sociale en de Fiscale Fraude |
| 53                                    |          | Johan Van Overtveldt (1955)                |        | N-VA              | 11 oktober 2014   | 9 december 2018   | Michel I                                                  | Minister van Financiën (tot 21 mei 2015) Minister van Financiën, belast met de Bestrijding van de Fiscale Fraude (vanaf 21 mei 2015)                                                                                            |
| S                                     |          | Elke Sleurs (1968)                         |        | N-VA              | 11 oktober 2014   | 21 mei 2015       | Michel I                                                  | Staatssecretaris voor de Bestrijding van de Fiscale Fraude |
| S                                     |          | Bart Tommelein (1962)                      |        | Open Vld          | 11 oktober 2014   | 29 april 2016     | Michel I                                                  | Staatssecretaris voor de Bestrijding van de Sociale Fraude |
| S                                     |          | Philippe De Backer (1978)                  |        | Open Vld          | 29 april 2016     | 1 oktober 2020    | Michel I, II, Wilmès I en Wilmès II                       | Staatssecretaris voor de Bestrijding van de Sociale Fraude (tot 9 december 2018) Minister belast met de Bestrijding van de Sociale Fraude (vanaf 9 december 2018)                                                               |
| 54                                    |          | Alexander De Croo (1975)                   |        | Open Vld          | 9 december 2018   | 1 oktober 2020    | Michel II, Wilmès I en Wilmès II                          | Minister van Financiën, belast met de Bestrijding van de Fiscale Fraude |
| 55                                    |          | Vincent Van Peteghem (1980)                |        | CD&V              | 1 oktober 2020    | 3 februari 2025   | De Croo                                                   | Minister van Financiën, belast met de Coördinatie van de Fraudebestrijding |
| 56                                    |          | Jan Jambon (1960)                          |        | N-VA              | 3 februari 2025   | heden             | De Wever                                                  | Minister van Financiën |